# BU (numismatică)
În numismatică, BU (în franceză Brillant universel, în engleză Brillant Uncirculated, iar în germană Stempelglanz), desemnează o calitate intermediară între baterea monedelor de circulație curentă și cea de calitate superioară denumită proof (în franceză: „belle épreuve”).

## Caracteristici
Este vorba despre piese bătute în serie limitată, cu matrițe noi, care și-au păstrat strălucirea originală.